# فهرست ریشه نام ایالات و مناطق ایالات متحده آمریکا

نقشه‌ای که زبان‌های مبدأ نام ایالت‌ها را نشان می‌دهد.

پنجاه ایالت آمریکا، ناحیه کلمبیا، پنج قلمروی مسکونی ایالات متحده آمریکا و جزایر کوچک حاشیه‌ای ایالات متحده آمریکا نامشان را از طیف گسترده‌ای از زبان‌ها گرفته‌اند. نام ۲۴ ایالت از زبان‌های بومی آمریکا و یک ایالت از زبان هاوایی گرفته شده‌است که شامل موارد زیر است: هشت‌تا از زبان‌های آلگانکی، هفت‌تا از زبان‌های سیویی، سه‌تا از زبان‌های ایروکویی، یکی از زبان‌های یوتو-آزتک و پنج‌تا از دیگر زبان‌های سرخ‌پوستان ایالات متحده آمریکا.
بیست و دو ایالت دیگر نامشان برگرفته از زبان‌های اروپایی است: هفت‌تا از لاتین (بیشتر اشکال لاتینی‌شدهٔ نام‌های شخصی انگلیسی هستند که یکی‌شان از زبان ولزی است)، پنج‌تا از انگلیسی، پنج‌تا از اسپانیایی (یکی از این‌ها از طریق زبان‌های بومی) و چهارتا از فرانسوی (یکی از این‌ها از طریق انگلیسی). ریشه‌شناسی نام شش ایالت مورد اختلاف یا نامشخص است: آریزونا، هاوایی، آیداهو، مین، اورگن و رود آیلند.
از پنجاه ایالت، یازده‌تا به نام یک شخص نام‌گذاری شده‌اند. از این یازده‌تا، شش‌تا به افتخار پادشاهان اروپایی هستند: کارولیناز، ویرجینیا (و ویرجینیای غربی)، لوئیزیانا و جورجیا. مریلند به نام ملکه هنریتا ماریا، همسر چارلز یکم نام‌گذاری شده‌است. در طول سال‌ها، تلاش شده‌است که یک ایالت به افتخار پدران بنیان‌گذار یا دیگر دولت‌مردان برجسته در تاریخ آمریکا نام‌گذاری شود، مانند ایالت فرنکلین، ایالت جفرسون (سه تلاش)، ایالت لینکلن (دو تلاش) و ایالت واشینگتن. در پایان، تنها پیشنهاد موفق ایالت واشینگتن بود.

## نام‌های ایالات
| نام ایالت          | تاریخی که نخستین بار در زبان اصلی اشاره شد | زبان مبدأ                                     | واژه (گان) در زبان اصلی           | معنی و یادداشت |
| ------------------ | ------------------------------------------ | --------------------------------------------- | --------------------------------- | --- |
| آلاباما ·          | ۱۹ آوریل ۱۶۹۲                              | چاکتاوی                                       | albah amo                         | «پاک‌کنندگان بیشه‌ها» یا «بُرندگان گیاه»، از albah به معنای «گیاهان (دارویی)»، و amo، به معنای «پاک کردن». نام امروزی چاکتاوی برای قبیله Albaamu است. |
| آلاباما ·          | ۱۹ آوریل ۱۶۹۲                              | آلاباما                                       | alabamaaha                        | |
| آلاسکا ·           | ۲ دسامبر ۱۶۶۶                              | آلیوتی از طریق روسی                           | alaxsxaq از طریق Аляска (آلیاسکا) | «سرزمین اصلی» (به معنای واقعی کلمه «شیئی که کنش دریا به سوی آن هدایت می‌شود»). |
| آریزونا ·          | ۱ فوریه ۱۸۸۳                               | باسکی                                         | aritz ona                         | «بلوط خوب». |
| آریزونا ·          | ۱ فوریه ۱۸۸۳                               | اوئودم از طریق اسپانیایی                      | ali ṣona-g از طریق Arizonac       | «داشتن یک بهار کوچک». |
| آرکانزاس ·         | ۲۰ ژوئیه ۱۷۹۶                              | کانزا، کواپا از طریق میامی-ایلینوی و فرانسوی. | akaansa                           | وام‌واژه از املای فرانسوی یک برگردانی میامی-ایلینوی به عنوان «kką:ze»، که قبایل میامی و ایلینوی به این عنوان به مردم کواپا اشاره می‌کردند. |
| کالیفرنیا ·        | ۲۲ مه ۱۸۵۰                                 | زبان اسپانیایی                                | نامشخص                            | احتمالاً پس از جزیرهٔ تخیلی کالیفرنیا با فرمانروایی ملکه کالافیا که در رمان سدهٔ شانزدهم ماجراهای اسپلندین به نویسندگی گارسی رودریگه دمونتالوو به آن اشاره شده نام‌گذاری شده‌است. |
| کلرادو ·           | ۱۷۴۳                                       | اسپانیایی                                     | colorado                          | «گلگون» یا «قرمز»، که در اصل به رودخانه کلرادو اشاره دارد. |
| کنتیکت ·           | ۱۵ آوریل ۱۶۹۶                              | آلگانکی شرقی، موهگان پکوت                     | quinnitukqut                      | از برخی زبان‌های آلگانکی شرقی در جنوب نیو انگلند (احتمالا مهیکن) گرفته شده‌است، به معنای «در رودخانهٔ جزر و مدی بزرگ»، در اشاره به رود کنتیکت. |
| دلاور              | ۳۱ ژانویه ۱۶۸۰                             | فرانسوی از طریق انگلیسی                       | de la Warr                        | نام‌گذاری‌شده از روی رود دلاور، که خود از لورد د لا وار (احتمالاً در اصل از «de la guerre» و «de la werre» در زبان نورمان گرفته شده‌است) نام‌گذاری شده‌است. |
| فلوریدا ·          | ۲ آوریل ۱۵۱۳                               | اسپانیایی                                     | (pascua) florida                  | «گلگون (عید پاک)». این نام به افتخار این است که اسپانیایی‌ها در فصل عید پاک فلوریدا را کشف کردند. |
| جورجیا             | ۳ اکتبر ۱۶۷۴                               | لاتین از طریق انگلیسی (در نهایت از یونانی)    | Georgius                          | گونهٔ مؤنث لاتین واژهٔ «جورج»، نام‌گذاری‌شده به افتخار جورج دوم. این نام همچنین به جرجیس، یک شخصیت مقدس در مسیحیت اشاره دارد. خود نام جورج از واژهٔ یونانی «georgos» به معنای «مرد کشاورز» آمده که از دو بخش «ge» به معنای زمین و «ergon» به معنای کار کردن تشکیل شده‌است. |
| هاوایی ·           | ۲۹ دسامبر ۱۸۷۹                             | هاوایی                                        | Hawaiʻi                           | هاواییکی، میهن افسانه‌ای مردم پلی‌نزی. باور بر این است که هاواییکی به معنای «مکان خدایان» است. |
| هاوایی ·           | ۲۹ دسامبر ۱۸۷۹                             | هاوایی                                        | Hawaiʻi                           | نام‌گذاری‌شده به نام هاوایی‌لوا، کاشف افسانه‌ای جزایر هاوایی. |
| آیداهو ·           | ۶ ژوئن ۱۸۶۴                                | هیچ                                           | Idaho                             | احتمالاً توسط جورج ام. ویلینگ به عنوان یک شوخی عملی ساخته شده باشد. او در اصل مدعی بود این واژه از یک زبان بومی آمریکایی به معنای «گوهر کوهستان‌ها» است. این نام در اصل برای منطقهٔ کلرادو پیشنهاد شده بود تا زمانی که ریشه‌های این کشف شد. سال‌ها این نام مورد استفادهٔ عام قرار گرفت و در عوض برای منطقهٔ آیداهو پیشنهاد شد. |
| آیداهو ·           | ۶ ژوئن ۱۸۶۴                                | آپاچی دشتی                                    | ídaahę́                            | احتمالاً از واژهٔ زبان آپاچی دشتی برای دشمن (ídaahę́) آمده باشد که در اشاره به مردم کومانچی به کار می‌رفت. |
| ایلینوی ·          | ۲۴ مارس ۱۷۹۳                               | آلگانکی، زبان میامی-ایلینوی از طریق فرانسوی   | ilenweewa                         | این ایالت پس از اقتباس فرانسوی یک واژهٔ آلگانکی (احتمالاً میامی-ایلینوی: ilenweewa) به معنای «عادی صحبت می‌کند» باشد. در زبان اوجیبوی به صورت <ilinoüek> نوشته می‌شود. این نام به کنفدراسیون ایلینوی اشاره دارد. |
| ایندیانا ·         | ۲ دسامبر ۱۷۹۴                              | لاتین (در نهایت از نیاهندوایرانی)             |                                   | «سرزمین هندی‌ها». نام‌های «هند» و «هندی» از طریق یونانی و فارسی، از زبان نیاهندوایرانی آمده‌اند. واژهٔ «*sindhu-» اشاره به رود سند دارد. |
| آیووا ·            | ۳۱ اوت ۱۸۱۸                                | چیوره از طریق فرانسوی                         | ayúxba / ayuxwe از طریق Aiouez    | از طریق «Aiouez» در فرانسوی در اشاره به مردم آیووا. این نام ریشه‌شناسی بیشتری ندارد، هرچند برخی آن را به معنای «خواب‌آلودها» ترجمه کردند. |
| کانزاس ·           | ۱۲ مه ۱۸۳۲                                 | کانزا از طریق فرانسوی                         | kką:ze via Cansez                 | نام‌گذاری‌شده به نام رود کانزاس، که خودش به نام مردم کاو یا قبیلهٔ کانزاس است. به نظر می‌رسد این نام با ایدهٔ «باد» مرتبط است. |
| کنتاکی ·           | ۲۸ آوریل ۱۷۲۸                              | ایروکویی                                      |                                   | در اصل به رود کنتاکی اشاره دارد. در حالی که برخی منابع مدعی‌اند ریشهٔ نام نامعلوم است، بسیاری باور دارند کنتاکی به معنای «(روی) چمنزار» یا «(روی) دشت) است. |
| لوئیزیانا ·        | ۱۸ ژوئیه ۱۷۸۷                              | فرانسوی (در نهایت از فرانکی)                  | Louisiane                         | نام‌گذاری‌شده به نام لوئی چهاردهم از فرانسه. خود نام لوئیس از واژهٔ فرانکی «hluda» به معنای شناخته‌شده و «wiga» به معنای جنگ آمده‌است. |
| مین (ایالت) ·      | ۱۳ اکتبر ۱۷۲۹                              | انگلیسی                                       | main                              | یک ریشه‌شناسی شناخته‌شدهٔ تاریخی این است که نام مین اشاره به سرزمین اصلی «mainland» در اختلاف با جزایر ساحلی دارد. |
| مین (ایالت) ·      | ۱۳ اکتبر ۱۷۲۹                              | فرانسوی                                       |                                   | نام‌گذاری‌شده به نام استان من در فرانسه. |
| مین (ایالت) ·      | ۱۳ اکتبر ۱۷۲۹                              | انگلیسی                                       |                                   | یک پیشنهادی که به تازگی آمده این است که سرزمین مین، به نام روستای برودمین نام‌گذاری شده، که ملک خانوادگی بنیان‌گذار مستعمرهٔ مین، فردیناندو گورجس در آن بود. |
| مریلند ·           | ۱۸ ژانویه ۱۶۹۱                             | انگیسی (در نهایت از عبری)                     | مریم                              | نام‌گذاری‌شده به نام ملکه هنریتا ماریا، همسر پادشاه چارلز یکم. نام مری در زبان عبری در اصل به معنای «تلخی» یا «سرکشی» است؛ همچنین این نام می‌تواند از زبان مصری به معنای «محبوب» یا «عشق» باشد. |
| ماساچوست ·         | ۴ ژوئن ۱۶۶۵                                | آلگانکی شرقی، ماساچوست                        | muswachusut                       | جمع واژهٔ «muswachusut» به معنای «در نزدیکی کوه-کوچک بزرگ» یا «در تپهٔ بزرگ» است، که ظاهراً به عنوان گریت بلو هیل در نزدیکی مرز میلتون و کانتون در ماساچوست است. |
| میشیگان ·          | ۲۸ اکتبر ۱۸۱۱                              | اوجیبوی از طریق فرانسوی                       | ᒥᔑᑲᒥ (mishigami)                  | «آب بزرگ» یا «دریاچهٔ بزرگ» |
| مینه‌سوتا ·         | ۲۱ آوریل ۱۸۲۱                              | لاکوتا                                        | mní sóta                          | «آب ابری»، در اشاره به رود مینه‌سوتا. |
| میسیسیپی (ایالت) · | ۹ مارس ۱۸۰۰                                | اوجیبوی از طریق فرانسوی                       | ᒥᓯᓰᐱ (misi-ziibi)                 | «رود بزرگ»، در اشاره به رود می‌سی‌سی‌پی. |
| میزوری ·           | ۷ سپتامبر ۱۸۰۵                             | میامی-ایلینوی از طریق فرانسوی                 | mihsoori                          | «گودال قایق‌رانی». قبیلهٔ میزوری در میان مردم ایلینوی برای گودال‌های قایق‌رانی‌شان معروف بودند، بنابراین به آن‌ها به عنوان «wimihsoorita» یعنی «کسی که یک قایق چوبی دارد» اشاره می‌کردند. |
| مونتانا ·          | ۱ نوامبر ۱۸۶۰                              | اسپانیایی                                     | montaña                           | «کوه». |
| نبراسکا ·          | ۲۲ ژوئن ۱۸۴۷                               | چیوره                                         | ñįbraske                          | «آب صاف‌شده»، نام‌گذاری شده پس از رود پلت، که همچنین به عنوان رود نبراسکا نیز شناخته می‌شد. به دلیل صاف بودن دشت‌ها، طغیان رودخانه، این منطقه را با یک وسعت هموار از آب غرق می‌کرد. |
| نوادا ·            | ۹ فوریه ۱۸۴۵                               | اسپانیایی                                     | nevado                            | «برف-پوشیده»، به نام سیرا نوادا (کوه‌های برف-پوشیده). |
| نیوهمپشر ·         | ۲۷ اوت ۱۶۹۲                                | انگلیسی (در نهایت از انگلیسی باستان)          |                                   | نام‌گذاری شده پس از شهرستان همپشر در انگلستان. نام همپشر نیز برگرفته از نام بزرگ‌ترین شهر در شهرستان، ساوت‌همپتون، که «Hamtun» است و در زبان انگلیسی باستان به معنای «روستا-شهر» است. |
| نیوجرسی ·          | ۲ آوریل ۱۶۶۹                               | فرانسوی (در نهایت از نورس باستان)             |                                   | نام‌گذاری‌شده به نام جرزی، بزرگ‌ترین جزیره از جزایر مانش بریتانیایی و زادگاه یکی از بنیان‌گذاران مستعمره نیوجرسی. نام ایالت در ابتدا «نیو سزاریا» یا «نیوجرسی» بود زیرا باور بر این بود که نام رومی جزیرهٔ جرسی، سزاریا بود. نام «جرسی» نیز به احتمال زیاد از نام نورس «Geirrs ey» به معنای «جزایر گیرز» می‌آید. |
| نیومکزیکو ·        | ۱ نوامبر ۱۸۵۹                              | ناهواتل از طریق اسپانیایی                     | Mēxihco via Nuevo México          | از واژهٔ اسپانیایی «Nuevo México" نام مکزیکو از واژهٔ ناهواتل «Mēxihca» می‌آید که در اشاره به آزتک‌هایی است که شهر تنوچتیتلان را بنیان نهادند. معنی واقعی آن ناشناخته است، با این حال چندین پیشنهاد داده شده، مانند اینکه نام آن از خدای متزتلی می‌آید. |
| نیویورک            | ۱۵ اکتبر ۱۶۸۰                              | انگلیسی                                       |                                   | After the then-Duke of York (later King James II of England). Named by then-King Charles II of England, James II's brother. The name "York" is derived from its Latin name Eboracum (via Old English Eoforwic and then Old Norse Jórvík), apparently borrowed from Brythonic Celtic *eborakon, which probably meant 'Yew-Tree Estate'. |
| کارولینای شمالی ·  | ۳۰ ژوئن ۱۶۸۶                               | لاتین از طریق انگلیسی (در نهایت از فرانکی)    | Carolus از طریق Carolana          | نام‌گذاری‌شده پس از چارلز یکم.خود نام چارلز از واژهٔ فرانکی karl، به معنای مرد یا شوهر گرفته شده‌است. |
| داکوتای شمالی ·    | ۲ نوامبر ۱۸۶۷                              | سو/داکوتا                                     | dakhóta                           | «متحد» یا «دوست»، نام‌گذاری‌شده به نام قبیلهٔ داکوتا. |
| اوهایو ·           | ۱۹ آوریل ۱۷۸۵                              | سنیکا از طریق فرانسوی                         | ohi:yo’                           | «نهر بزرگ»، که در اصل نام رود اوهایو و رود الیگنی است. معمولاً به دلیل یک اشتباه ترجمهٔ فرانسوی به‌طور اشتباه به عنوان «رود زیبا» ترجمه می‌شود. |
| اکلاهما ·          | ۵ سپتامبر ۱۸۴۲                             | چاکتاوی                                       | okla + homa                       | به عنوان یک ترجمهٔ تقریبی از «سرزمین بومی‌ها» طراحی شده‌است. در زبان چاکتاوی، «okla» به معنای «مردم»، «قبیله» یا «ملت» است و «homa» به معنای «قرمز/سرخ» است، پس می‌شود «مردم سرخ». |
| اورگن ·            | ۲۰ ژوئیه ۱۸۶۰                              | ناشناخته                                      | مورد اختلاف                       | معنی اورگن مورد اختلاف است. نخستین بار توسط سرباز ارشد رابرت راجرز در یک دادخواست به جرج سوم نام‌گذاری شد. |
| پنسیلوانیا ·       | ۸ مارس ۱۶۵۰                                | ولزی و لاتین                                  | Penn + silvania                   | «چوب‌های پن»، نام‌گذاری‌شده به نام دریالاسار ویلیام پن، پدر بنیان‌گذار آن ویلیام پن. پنسیلوانیا تنها ایالتی‌ست که بخشی از نامش با بنیان‌گذار آن مشترک است. نام «پن» از واژهٔ ولزی برای «سر» می‌آید. |
| رود آیلند ·        | ۳ فوریه ۱۶۸۰                               | هلندی                                         | roodt eylandt                     | «جزیرهٔ قرمز»، در اشاره به جزیره اکیدنک. شکل امروزی هلندی عبارت به شکل «rood eiland» است. |
| رود آیلند ·        | ۳ فوریه ۱۶۸۰                               | یونانی                                        | Ρόδος (Ródos)                     | برای اشاره به رودس در دریای اژه. |
| کارولینای جنوبی ·  | ۱۲ نوامبر ۱۶۸۷                             | لاتین از طریق انگلیسی (در نهایت از فرانکی)    | Carolus via Carolana              | کارولینای شمالی را در بالا ببینید. |
| داکوتای جنوبی ·    | ۲ نوامبر ۱۸۶۷                              | سو/داکوتا                                     | dakhóta                           | داکوتای شمالی را در بالا ببینید. |
| تنسی ·             | ۲۴ مه ۱۷۴۷                                 | چروکی                                         | ᏔᎾᏏ (tanasi)                      | تاناسی (به چروکی: ᏔᎾᏏ) نام یک روستای چروکی بود. معنای آن ناشناخته است. |
| تگزاس ·            | ۳۰ ژوئن ۱۸۲۷                               | کادو از طریق اسپانیایی                        | táyshaʔ via Tejas                 | 'Friend', used by the Caddo to refer the larger Caddo nation (in opposition to enemy tribes). The name was borrowed into Spanish as texa, plural texas, and was used to refer to the Nabedache people (and later to the Caddo Nation in general). When the Spanish decided to convert the Nabedache to Catholicism, they constructed La Misión de San Francisco de los Texas, which later came to be used in naming the Viceroyalty of New Spain’s province. |
| یوتا ·             | ۲۰ دسامبر ۱۸۷۷                             | آپاجی/یوت از طریق اسپانیایی                   | yúdah via yuta                    | From the Spanish designation for the Ute people, yuta, in turn perhaps a borrowing from Western Apache yúdah, meaning 'high' (not, as is commonly stated, 'people of the mountains' and not from the Ute's own self-designation [nutʃi̥], plural [nuːtʃiu], as suggested by J. P. Harrington). |
| ورمانت ·           | ۲۷ سپتامبر ۱۷۲۱                            | فرانسوی                                       | vert + mont                       | «کوهستان سبز»: «vert» در فرانسوی به معنای سبز و «mont» به معنای کوه یا کوهستان است. هرچند، در زبان فرانسوی «کوهستان سبز» به شکل «mont vert» نوشته می‌شود. |
| ویرجینیا ·         | ۲۱ مارس ۱۶۵۲                               | لاتین                                         |                                   | «کشور باکره» (virgin به معنای باکره)، به نام الیزابت یکم که به عنوان «ملکهٔ باکره» شناخته می‌شد زیرا هرگز ازدواج نکرد. |
| واشینگتن           | ۲۲ فوریه ۱۸۷۲                              | انگلیسی                                       |                                   | نام‌گذاری‌شده به نام جرج واشینگتن، که نام خانوادگی‌اش از شهر واشینگتن در کانتی دورام، انگلستان آمده‌است. ریشهٔ نام شهر مورد اختلاف است، اما مورد توافق است که ریشهٔ نام از زبان انگلیسی باستان است. |
| ویرجینیای غربی ·   | ۱ سپتامبر ۱۸۳۱                             | لاتین                                         |                                   | شهرستان‌های غربی و فراکوهی ویرجینیا، که در طول جنگ داخلی آمریکا از ویرجینیا جدا شدند. ویرجینیا را در بالا ببینید. |
| ویسکانسین ·        | ۵ فوریه ۱۸۲۲                               | میامی-ایلینوی از طریق فرانسوی                 | Wishkonsing                       | Originally spelled Mescousing by the French, and later corrupted to Ouisconsin. Likely it derives from a Miami-Illinois word Meskonsing, meaning 'it lies red' or 'river running through a red place'. It may also come from the Ojibwe term miskwasiniing, 'red-stone place'. |
| وایومینگ ·         | ۱۴ اوت ۱۸۷۷                                | مانسی/دلاور                                   | xwé:wamənk                        | «در سطح رودخانهٔ بزرگ»؛ این نام از دره وایومینگ در پنسیلوانیا به سمت غرب پیوند زده شد. |